# ICTプロフィシエンシー検定試験
ICTプロフィシエンシー検定試験(アイ・シー・ティープロフィシエンシーけんていしけん:ICT Proficiency Assessment)は、パーソナルコンピュータの知識も含む、総合的なICT（情報通信技術）活用能力を問う試験である。ベネッセコーポレーションが主催している。2025年3月までは任意団体のICTプロフィシエンシー検定協会（P検協会）が主催しており、この団体の事務局（P検事務局）のベネッセコーポレーションが実施・運営を行なっていた。略称はP検であり、2012年4月以前はパソコン検定試験と呼ばれていた。
試験の三本柱は「公平・公正・中立」である。

## 各級の程度
2025年7月に大幅にリニューアルされ、高校「情報I」をベースにした試験に変更される。問題はスタンダードの1レベル1タイプとなり、実技試験も全て廃止された。また、受験資格は「高校生」のみとなり、高校とりまとめによる団体受験のみとなった
。試験会場は申し込みを行った高校となる。
2025年3月まで1級・2級・準2級・3級・4級・5級の6種が実施されていた（5級については、用語についての知識を問うもので、合否判定がない）。試験会場は各パソコン教室などのほか、一部の認定された学校でも受けることができた。また、5級はWeb上で無料で受験できた。
また、2012年4月より実施されるP検2012において、パソコン検定試験からICTプロフィシエンシー検定試験に改名された。準1級が廃止、準4級は4級に統合されることとなり、各級にICTプロフィシエンシー（ICTを活用した問題解決力）を問う問題が導入された。従来のパソコン検定（P級）では殆どが一律5択問題だったが、新制度で4択であったり選択だったり大幅に変更された。

## 2025年3月までの検定級
以下の内容はP検協会が公表している、各級の目安である。詳細については協会公式サイトや協会作成の無料模擬試験を確認するとよい。また、受験資格として1級の場合、2級を持っていないと受験できない。

### 1級
目標となる人物像は、ICT活用によるビジネス価値の増大をリードできる「ビジネス・イノベーション・リーダー」である。

論述課題が課されるため、合格難易度は国家試験のITパスポート試験よりも高いと言われている。
- 受験資格：2級を合格している者。
- 試験方式：CBT(Computer Based Testing)
- 試験内容
  - 選択式テスト
  - 論述テスト

### 2級
ICT活用の総合力を有し、高いレベルで、ビジネス上の問題解決ができる「ICT活用スペシャリスト」が目標とされる。
- 試験方式：CBT(Computer Based Testing)
- 試験内容
  - 選択式テスト
  - プレゼンテーションソフトウエア実技テスト
  - 総合実技テスト

### 準2級
ビジネスに要求されるICT活用スキルを有する人材になることが求められる。
- 試験方式：CBT(Computer Based Testing)
- 試験内容
  - タイピングテスト
  - 選択式テスト
  - 文書処理ソフトウエア実技テスト
  - 表計算ソフトウエア実技テスト

### 3級（高校卒業程度）
入社時に要求されるICT活用スキルを有する人材になることが求められる。
- 試験方式：CBT(Computer Based Testing)
- 試験内容
  - タイピングテスト
  - 選択式テスト
  - 文書処理ソフトウエア実技テスト
  - 表計算ソフトウエア実技テスト

### 4級 (中学卒業程度）
ICTの基礎的な知識・技能を有する人材になることが求められる。
- 試験方式：CBT(Computer Based Testing)
- 試験内容 	
  - タイピングテスト
  - 選択式テスト
  - 文書処理ソフトウエア実技テスト
  - 表計算ソフトウエア実技テスト

### 5級
パソコン入門者レベルであり、パソコンやインターネットでよく使われる用語を知っている。
- 試験方式：CBT(Computer Based Testing)
  - インターネット[10]

### P検インストラクター試験
情報化人材育成リーダーの指示の下で、教育に必要な補助教材や問題を作成することができ、教育実施にあたり、受講者の特性などを把握し効果的なインストラクションを行い、質問に対する効果的な対応を行うことができるもの。
- 受験資格：16歳以上・P検3級以上合格者・PowerPointで資料を作成できる
- 試験方式：公式トレーニング講座受講または、ダイレクト受験

### P検タイピング
準2～4級で実施されるタイピングテストを事前に受験でき、合格すれば免除番号が発行され本試験の際に入力するとタイピングテストが免除される。
- 試験方式：CBT(Computer Based Testing)
- 受験料：無料
- 有効期間：取得日より1年間

## 2025年3月までの試験範囲
P検は理念として「中立」を掲げ、「企業や学校などで標準的に使用されているソフトウェアやOS、環境などをベースにして出題されます。」と述べていることから、デファクトスタンダードであるマイクロソフト製品に関する問題設定が大部分である。macOSなど、他のOSやアプリケーションの操作に関する出題はほとんどない。ただし、2004年から2009年までの間はワープロ・表計算カテゴリで「一太郎&Excel」の選択が可能となっており、試験結果によっては（「一太郎」選択の場合に）後述する「一太郎検定」の合格証も同時に得ることが出来た。
Microsoft OfficeおよびMicrosoft Windowsが試験範囲となる。
4級～準2級ではタイピングのテスト（5分）およびWord、Excelの実技テスト（各10～13分）が課される。2級ではPowerPointの実技テスト（10分）およびWord、Excelを用いた複合成果物作成型
実技テスト（30分）が課される。
1級では、公式テキスト・問題集が発行されていないが（2012年8月発売予定）、Microsoft Accessの知識が必須となるのは事実である（データベースの問題が出題されるため）。
2級においては、MOSとは異なり、コンピュータ全般の知識を総合的に問うため、MOSよりは、難易度が高いと評価されがちである。

## 受験資格
2025年7月から
高校1年生〜3年生に限られる
2025年3月まで
2級までは制限がなく、誰でも受験できる。1級は2級に合格していることが受験資格となる。

## 合格者の特典
- 一部の高等学校、大学（短期大学を含む）、専門学校などの教育機関ではP検の合格者を、合格した級に応じて入学試験での優遇措置や、入学後の単位認定[12]の対象としているところもある。
- 工業高等学校のジュニアマイスター顕彰制度において、P検の合格者は加点の対象となっている[13]。1級合格者には12ポイントが、2級合格者には7ポイントが、準2級および3級の合格者には4ポイントが、4級合格者には2ポイントがそれぞれ付与される。
- 一部の企業では一般事務職などへの就職・転職の際にP検の合格者を優遇措置の対象とする場合もある。
- 2010年度までは3級以上の合格者は、厚生労働省の若年者就職基礎能力修得支援事業（YES-プログラム）の資格取得において認定の対象となっていた。現在は認定制度が終了したため認定されない。

## 一太郎検定
一太郎検定（いちたろうけんてい）は一太郎検定協会が実施していた、ジャストシステムのワープロソフト一太郎の操作がどのぐらい出来るかを競う検定。1992年から独自の検定として開始されたが、2004年に当検定に統合された、しかし、2009年度の試験をもって、一太郎検定は終了することが決まった。
P検において、3級・準2級・2級のワープロの問題から一太郎関係を選択することで一太郎検定も受験することとなっていた。同時受験しても、別料金は加算されない。P検で3級に合格し、一太郎関係で所定の基準を満たすと、一太郎検定で3級、以下P検準2級で一太郎検定2級、P検2級で一太郎検定1級が認定されていた。
なお4級でもワープロ問題で一太郎関係を選択することができた。